# 第三次日韓協約
第三次日韓協約（だいさんじにっかんきょうやく、朝：제3차한일협약/第三次韓日協約）は、1907年（明治40年）7月24日に締結された協約。
ハーグ密使事件をうけて、李完用などの勢力は1907年7月18日に高宗を退位させた。第二次日韓協約によって外交上の日本の保護国となり、すでに直接の外交権を失っていた大韓帝国（韓国）は、この条約により高級官吏の任免権に関して韓国統監が一部権限を有すること（第4条）、韓国政府の一部官吏に韓国統監が推薦する日本人を登用できること（第5条）などが定められた。
これによって、朝鮮の内政は日本の強い影響下に入った。また非公開の取り決めで、韓国軍の解散による日本軍駐留の正当化と司法権・警察権の韓国統監への委任が定められた。

## 覚書
（非公表） 
明治四十年七月二十四日調印日韓協約ノ趣旨ニ基キ漸次左ノ各項ヲ實施スルコト 
第一 日韓兩國人ヲ以テ組織スル左記ノ裁判所ヲ新設ス 
- 一 大審院 一箇所 位置ハ京城又ハ水原トス

院長及檢事總長ハ日本人トス
判事ノ内二名書記ノ内五名ヲ日本人トス
- 二 控訴院 三箇所

位置ハ中央部ニ一箇所南北部ニ各々一箇所トス
判事ノ内二名檢事ノ内一名書記ノ内五名ヲ日本人トス
- 三地方裁判所 八箇所

位置ハ舊八道觀察府所在地トス
所長及檢事正ハ日本人トス
全體ヲ通シテ判事ノ内三十二名書記ノ内八十名ヲ日本人トシ事務ノ繁閑ニ應シテ分配ス
檢事ノ内一名ヲ日本人トス
- 四區裁判所 百十三箇所

位置ハ重要ナル郡衙ノ所在地トス
判事ノ内一名書記ノ内一名ヲ日本人トス
第二 左記ノ監獄ヲ新設ス 
- 一監獄 九箇所

位置ハ各地方裁判所所在地ニ一箇所及島嶼ノ内一箇所
典獄ハ日本人トス
看守長以下吏員ノ半數ヲ日本人トス
第三 左記ノ方法ニ依リテ軍備ヲ整理ス
- 一陸軍一大隊ヲ存シテ皇宮守衛ノ任ニ當ラシメ其ノ他ハ之ヲ解隊スルコト
- 一教育アル士官ハ韓國軍隊ニ留マルノ必要アルモノヲ除キ他ハ日本軍隊ニ附屬セシメテ實地練習ヲ爲サシムルコト
- 一日本ニ於テ韓國士官養成ノ爲相當ノ設備ヲ爲スコト

第四 顧問又ハ參與官ノ名義ヲ以テ現ニ韓國ニ傭聘セラルル者ハ總テ之ヲ解傭ス
第五 中央政府及地方廳ニ左記ノ通日本人ヲ韓國官吏ニ任命ス
- 一各部次官
- 一内部警務局長
- 一警務使又ハ副警務使
- 一内閣書記官及書記郎ノ内若干名
- 一各部書記官及書記郎ノ内若干名
- 一各道事務官一名
- 一各道警務官
- 一各道主事ノ内若干名

右ノ外財務警務及技術ニ關スル官吏ニ日本人ヲ任用スル件ハ追テ別ニ之ヲ協定スヘシ